# Белых, Григорий Данилович
Григо́рий Дани́лович Белы́х (около 1733 года, Егошихинский завод — сентябрь 1812 год, Пермь) — пермский купец 2-й гильдии, городской голова в 1811 году.
Григорий Данилович Белых родился около 1733 года в посёлке Егошихинского завода. Его отец — Данила Данилович Белых (умер в 1759 году) был заводским служителем. Григорий Данилович был купцом 2-й, а затем 3-й гильдий, занимался торговлей салом, рудным промыслом, поставками провианта (ржи и ржаной муки) для предприятий Урала. Например, в 1815 году он поставил Н. Н. Демидову 15 тысяч пудов (около 246 тонн) провианта по 1 рублю за пуд. Из-за задержек оплаты поставок Белых разорился. В 1780-е годах служил в городском магистрате, а с 12(24) сентября по 11(23) декабря 1811 года занимал пост городского головы, но оставил его из-за болезни.